# Terracotta Museu
El Terracotta Museu, a la Bisbal d'Empordà, és un museu de ceràmica (tradicional, industrial, artística i contemporània) inaugurat el 1991.
El museu forma part de l'Acadèmia Internacional de Ceràmica del Sistema Territorial del Museu Nacional de la Ciència i de la Tècnica de Catalunya, de la Xarxa territorial de Museus de les Comarques de Girona i de la Xarxa de Museus de la Costa Brava.

## Edifici
El museu està ubicat a l'antiga fàbrica de revestiments ceràmics Terracotta-Fuster SA, la més antiga de la Bisbal d'Empordà. Aquesta fou fundada el 1928. L'edifici, construït el 1922, s'anà ampliant progressivament, fins a arribar a la superfície actual, de prop de 6.000 metres quadrats, la meitat dels quals són espais exteriors. La fàbrica va aturar definitivament la seva activitat industrial el 1984, i tres anys més tard fou adquirida per l'ajuntament de la ciutat, que va reformar-la per tal d'instal·lar-hi el museu.
La rehabilitació de l'edifici —obra de l'estudi Escribà-Nadal Arquitectes, format per Joan Escribà Serra i Maria Dolors Nadal Casaponsa— va rebre una Menció Especial Patrimoni Ex Aequo dels Premis d'Arquitectura Comarques de Girona 2020.
Cal destacar que la integració dins l'exposició d'alguns dels elements del procés de producció (basses, xemeneies, forns...) converteix el mateix edifici en un dels objectes més destacats del Museu.

## Història
La ceràmica ha estat i és encara l'activitat més emblemàtica de la Bisbal d'Empordà. A redós seu s'ha configurat un dels principals motors econòmics de la ciutat que ha donat feina (i encara en dona) a un percentatge important de la població local. D'altra banda, estem davant una activitat que arranca de temps reculats (la primera notícia documental que dona raó de l'ofici de terrisser a la Bisbal es troba en el capbreu de 1511) i que en el decurs dels anys ha anat creant un important patrimoni material.
El museu es va inaugurar el 1991 amb una sala d'exposicions temporals. L'any 1998 es va obrir al públic l'exposició permanent, després que l'edifici fos rehabilitat parcialment. El 2010, el museu va tancar portes per fer-hi obres de rehabilitació, que van acabar el 2015. Durant aquest període només va obrir alguns estius per acollir exposicions temporals. La reobertura definitiva va tenir lloc el desembre del 2015.
Les obres suposaren la transformació radical de la institució i, sens dubte, varen marcar el seu esdevenidor. La reforma realitzada va comportar, d'una banda, la monumentalització de l'edifici per tal d'incrementar la seva capacitat de promoció i atracció, l'adequació i posta al dia dels diferents serveis i, de l'altra, la redacció i execució d'un nou projecte museogràfic que va permetre renovar l'exposició permanent i programar una oferta d'activitats culturals i de lleure renovada.
El Museu representa per a la indústria ceràmica de la Bisbal d'Empordà i de les comarques gironines un emblema sectorial de primer ordre que realça els seus valors de tradició (moltes de les empreses actuals són més que centenàries); sens dubte el Museu és, en aquests moments, l'aposta cultural de més projecció de la Bisbal i un dels museus de ceràmica més importants del país.

## Exposició

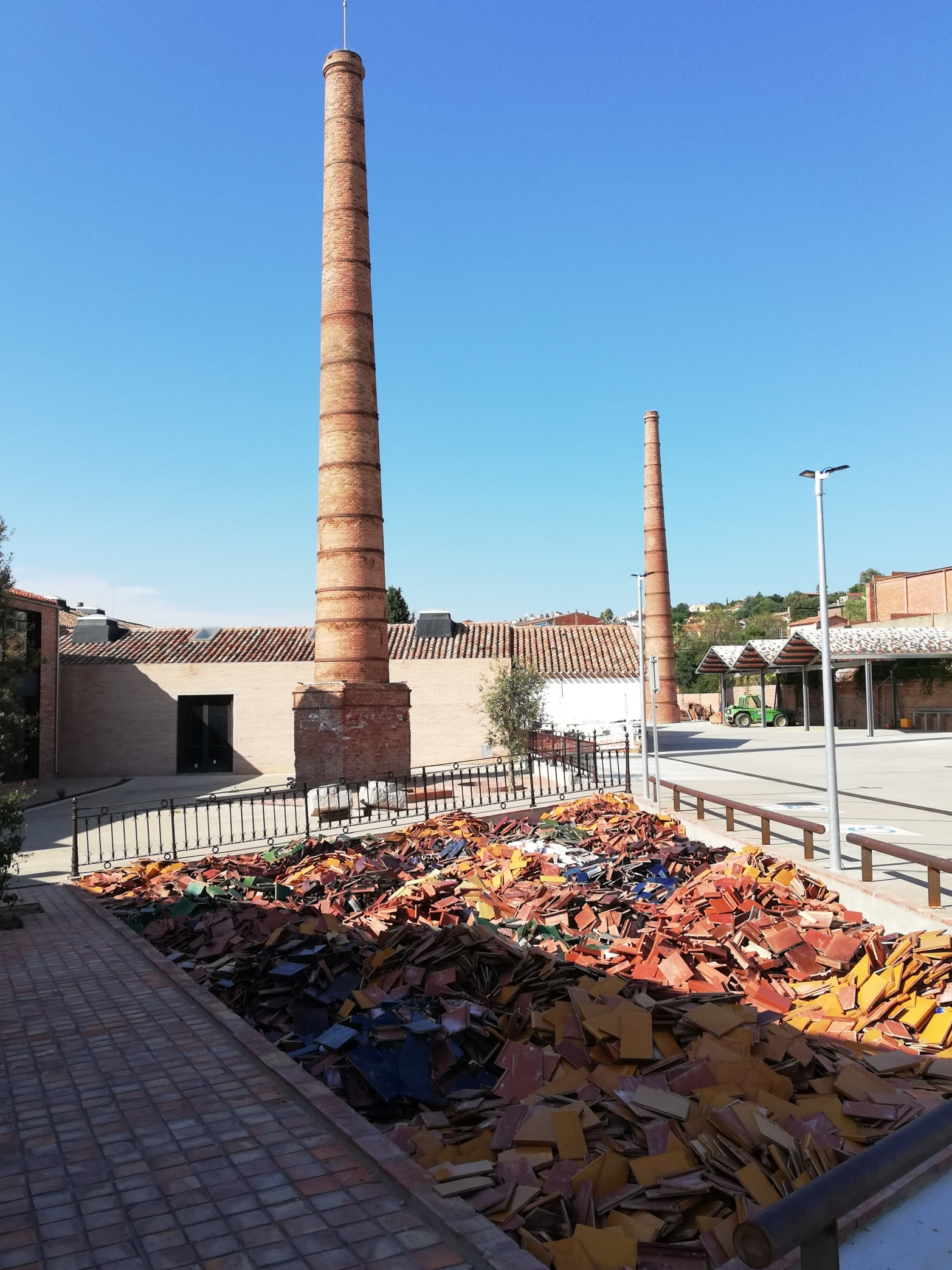
Una de les dues xemeneies del Terracotta Museu, al pati exterior

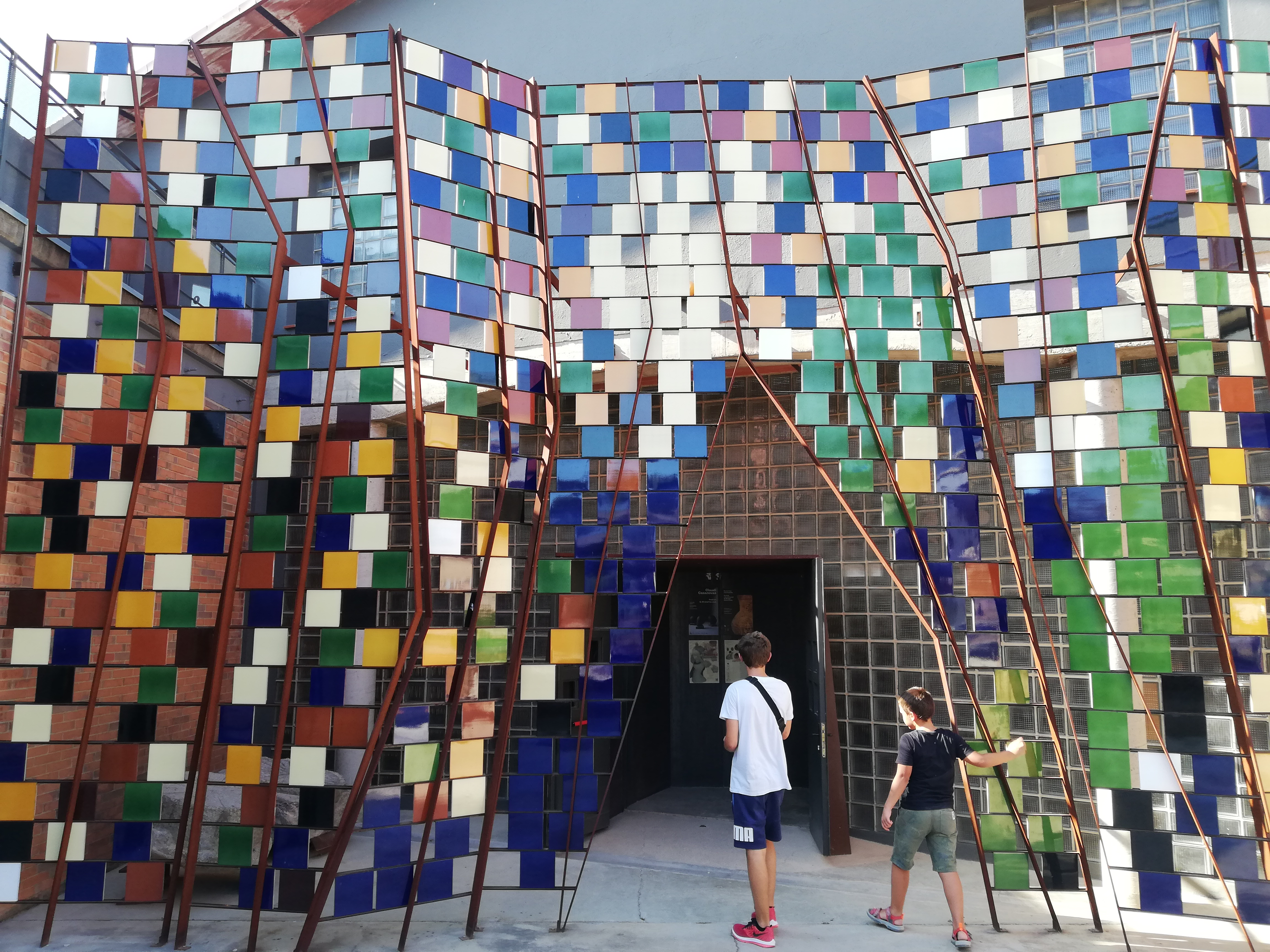
Entrada al museu

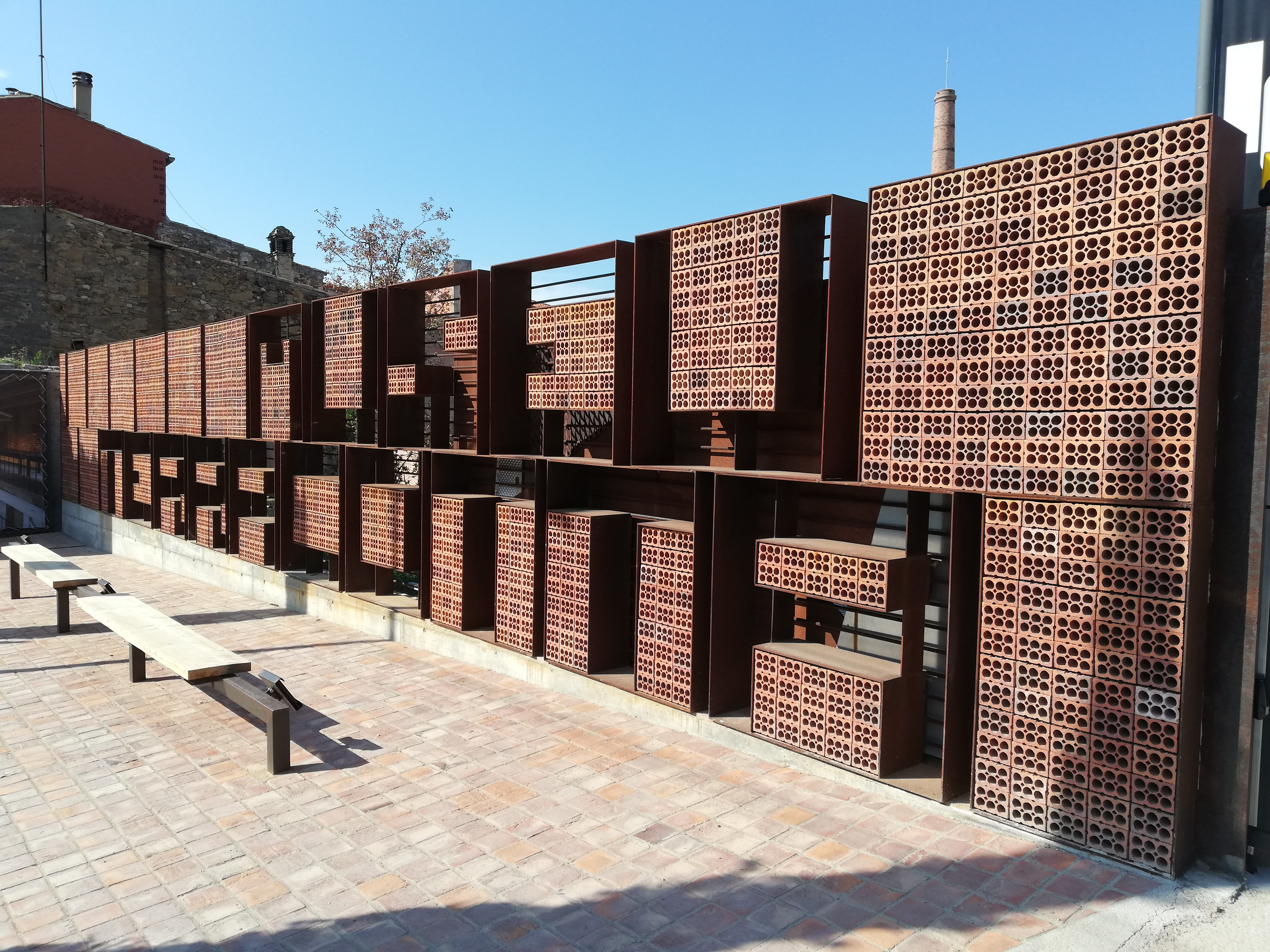
Entrada exterior

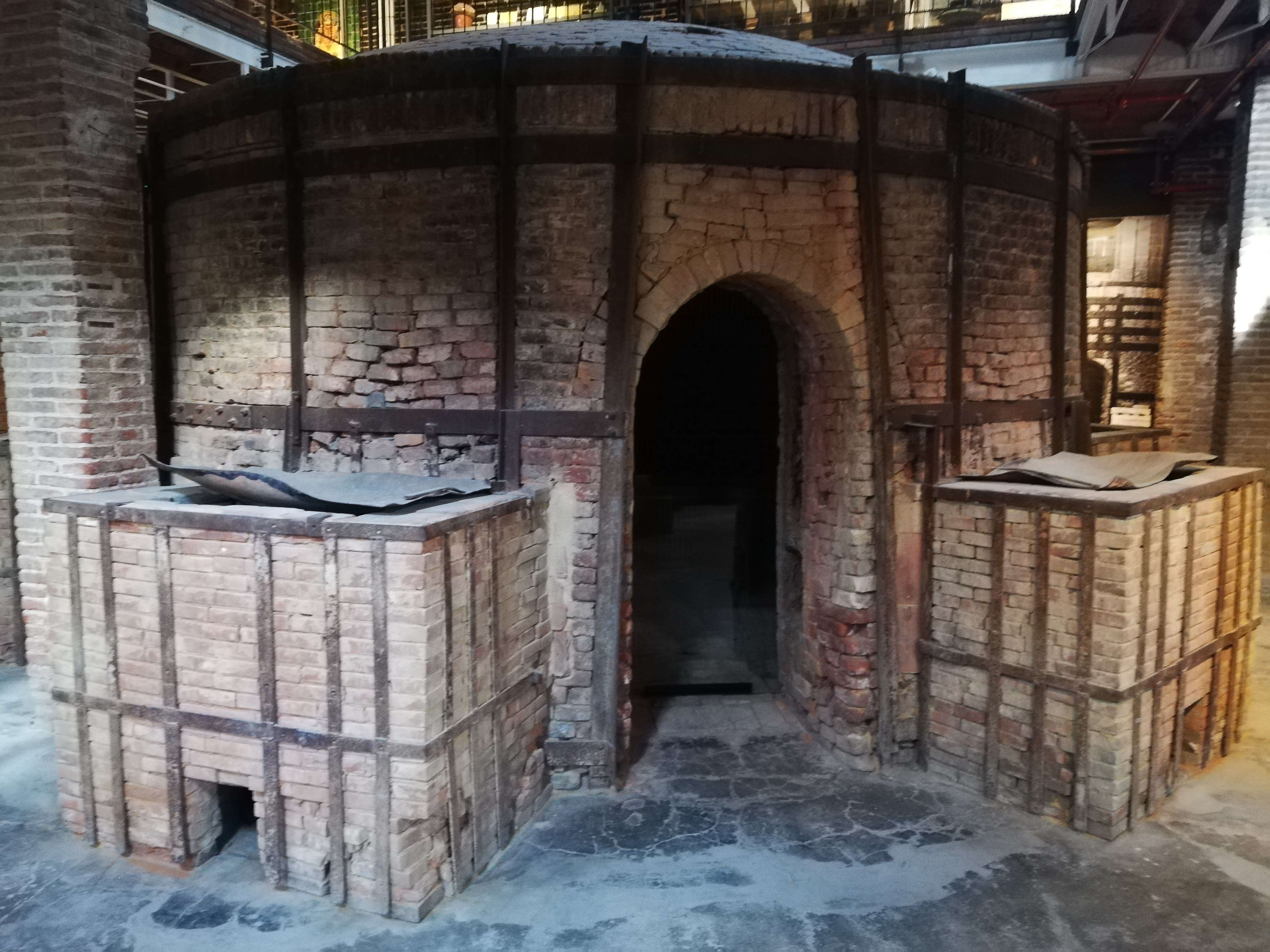
Un dels quatre forns de flama invertida del museu

El Terracotta Museu compta amb un fons de fins a 11.000 peces, entre les quals unes 3.000 procedents d'arreu de la península Ibèrica i cedides per la Generalitat. L'exposició compta amb quatre eixos temàtics, que tracten la ceràmica, la ceràmica pre industrial, el desenvolupament industrial i un tribut als seus creadors. També es poden visitar els antics forns i xemeneies de la fàbrica Terracotta, rajoleria i ceràmica de creació.
L'exposició permanent està pensada per a poder copsar la importància que ha tingut i té encara la manufactura ceràmica en la història i en l'actualitat de la Bisbal, la gran varietat de peces que s'han produït i la gran qualitat dels mestres ceramistes bisbalencs. La museografia vol posar en relleu, d'una banda, el propi edifici i, de l'altra, permetre valorar les col·leccions exposades que estaran al servei del gaudi i informació dels nostres visitants. Un espai de comunicació que aporti una nova perspectiva al visitant, tot establint un diàleg amb la història i el patrimoni ceràmic material i immaterial de la nostra localitat i, per extensió, del nostre país.

### Àmbits
- Ceràmica: El desenvolupament de la indústria de la ceràmica depèn, en bona part, de les condicions mediambientals de la zona on es porta a terme aquesta activitat. La ceràmica necessita poder tenir al seu abast unes matèries primeres que només pot subministrar la natura: l'argila, el combustible i l'aigua. El massís de les Gavarres és l'àrea natural que tradicionalment ha proveït de les matèries primeres la Bisbal i, al capdavall, la que ha fet possible el desenvolupament de la seva indústria. Dels dipòsits argilosos d'aquest massís, els terrissers de la Bisbal han extret els tipus de terres més apropiats i, en els seus boscos, una gran varietat de llenyes han permès adequar-se a les diferents necessitats plantejades per les tècniques de cocció bisbalenques. Els objectes de ceràmica, tant de rajoleria com de terrissa, són, en tota la seva senzillesa i quotidianitat, una de les manifestacions humanes que millor expliciten els canvis i l'evolució històrica. Apareixen en totes les civilitzacions i en tots els temps històrics. La creació d'unes formes bàsiques, universals, està estretament vinculada a les necessitats que la humanitat s'ha anat plantejant al llarg dels temps, i han anat variant paral·lelament en el seu desenvolupament històric. Les formes més simples (panxudes, cilíndriques i prismàtiques) s'adapten a les necessitats més primàries de l'home, com ara el menjar, el beure i el construir. Més endavant, a mesura que van apareixent nous requeriments, els objectes de terracota prenen altres funcions, i esdevindran un dels materials preferits per a portar a terme manifestacions de caràcter artístic o decoratiu.[6]
- Ceràmica pre-industrial: La rajoleria i la terrissa són dues activitats artesanals vinculades a un model de societat predominantment rural, de base agrària i d'economia de subsistència. La rajoleria elabora peces destinades a complir funcions auxiliars per a la construcció. Són productes toscs, austers i senzills; els objectes són fets per tal de poder aguantar, sostenir i suportar, d'una gran generositat pel que fa a la seva resistència. Les peces de rajoleria s'elaboren a mà, seguint un procés de treball idèntic en el que només canvia el motlle de fusta que ha de donar forma. L'obra pròpia de rajoleria es caracteritza per les seves formes quadrades i rectangulars, de gruixos variables i sense cap mena de decoració. Al capdavall podríem dir que algunes d'aquestes peces, tot i que segueixen els processos propis de la ceràmica, per les seves dimensions, el seu gruix i el seu pes estan molt més a prop de la pedra que de la ceràmica. La terrissa tradicional cobria les necessitats quotidianes: cuinar, menjar, beure... La terrissa de la Bisbal es caracteritza per ser feta al torn, cuita una sola vegada en forns de llenya (monococció) i amb tres tipus d'acabat principals: el rústic o mat (per a peces per a la construcció i per al bestiar), el fumat (peces d'ús domèstic que presenten una coloració negre per fum) i el vidrat o vernissat (colors palla, vermell i verd aconseguits amb engalbes i vernís de plom o galena). La decoració amb vernís es limitava a algunes parts dels atuells en el cas d'obra de botxa (càntirs, poals, olles, orinals); en canvi per acolorir l'obra de pisa (plats, plates, gibrells, bols) s'utilitzaven les engalbes locals (vermelles i blanques).
- Ceràmica industrial: L'ús de les màquines en la indústria ceràmica va revolucionar el sistema productiu tradicional, i va fer que algunes tasques pròpies del terrisser, que sovint representaven una considerable inversió de temps i esforços, fossin realitzades en qüestió de minuts per un giny mecànic. El concepte de ceràmica industrial s'aplica a tots aquells processos relacionats amb la ceràmica en els quals l'energia muscular de l'home és substituïda per altres energies no humanes, bàsicament mecàniques i elèctriques. Val a dir que la industrialització de la ceràmica no es produeix de forma sobtada sinó gradual i, per tant, durant molts anys conviuen amb tècniques i utillatges heretats de l'època preindustrial. La mecanització facilita una reducció significativa del temps de fabricació d'un objecte, especialment en aquells que s'elaboren segons un procés seriat, i permet una clara reducció dels costos de fabricació. La qualitat de l'objecte produït mecànicament acostuma a ser menor, tot i que com més alt sigui el grau de coneixement d'una tècnica en totes les seves fases, més fàcil és utilitzar la màquina de manera adequada i també assajar totes les seves formes d'ús.[7]
- Creadors: A principis del segle xx, i a recés del modernisme, apareixeran un reguitzell d'artesans-artistes molt especialitzats que donaran impuls a una intensa activitat en el camp de la ceràmica artística, en el que suposarà el primer reconeixement dels valors estètics i decoratius de la ceràmica per sobre dels valors de funció i ús. Aquests primers artistes es dedicaran -alguns plenament- a assortir un mercat florent amb peces fins llavors desconegudes. A partir de 1940 la davallada de la producció de terrissa tradicional s'agreuja, fins a un punt gairebé terminal, de manera paral·lela a la consolidació dels grans canvis culturals, econòmics i socials cap a un model de societat molt més urbana i industrial. També hi contribueixen a aquesta davallada l'aparició de nous materials substitutius de la ceràmica, com el plàstic o l'acer inoxidable. Una situació de desestructuració de la ceràmica que hauria estat terminal si a partir dels anys cinquanta no s'hagués produït el “boom” del turisme. L'aparició i posterior consolidació gradual del fenomen turístic permetrà a alguns obradors bisbalencs reorientar la seva producció i adaptar-se a les noves necessitats, tot i transformar els antics atuells de terrissa en objectes bàsicament decoratius. A partir d'aleshores i fins avui la ceràmica artesana viurà una transformació gradual, variant els usos i utilitats tradicionals en funció de les exigències estètiques d'aquest nou públic, adaptant els seus dissenys i colors als gustos dels nous consumidors tot i abarrocant les formes i les tècniques decoratives. Tanmateix aquesta circumstància va tenir conseqüències importants en el tipus de producció i, a partir d'aquest moment, els objectes perdran el sentit de l'equilibri i coherència que fins llavors havien tingut.[8]

### Objectes destacats
- Terra: La terra és la matèria bàsica que els ceramistes utilitzen per a la fabricació d'objectes. Barrejada amb aigua es converteix en una massa plàstica apta per a ser modelada, que conserva la forma donada després d'assecar-se i, un cop cuita, adquireix gran duresa. Les terres es localitzen en els dipòsits argilosos anomenats terreres. La terra vermella, molt plàstica, s'ha usat tradicionalment en l'elaboració d'atuells d'ús domèstic; la terra blanca, de textura més dura, és més adequada per les peces de rajoleria.[9]
- Olla: La indústria de la ceràmica, refugiada en la seva senzillesa i quotidianitat, apareix en totes les civilitzacions i en tots els temps. L'evident similitud formal que es veu entre objectes d'èpoques històriques ben diferents i entre cultures diverses, ens demostren la universalitat i perdurabilitat d'algunes tipologies bàsiques, especialment aquelles relacionades amb els aliments: olles, bols i gerres. Són, tots ells, objectes utilitaris que demostren la permanència de certs usos, així com la perdurabilitat d'unes maneres de viure.[10]
- Mesura de vi: Els ceramistes de la Bisbal tenien un alt grau de coneixement del seu ofici. La terrissa tradicional segueix sempre uns criteris de funcionalitat, equilibri i sobrietat adequats a unes formes de vida pagesa i menestral, i la seva utilitat va sempre lligada a les tasques de cada dia: el càntir era el rei de fonts i pous, l'olla ocupava el seu lloc damunt el fogó, la gerra guardava olives, el gibrell era present a la matança del porc i el cossi feia olor de rentada.[11]
- Rajola de vano: La rajoleria elabora objectes destinats a la construcció. Són productes que ens acosten a unes formes de vida vinculades a un món que cerca la fortalesa i la solidesa de les coses, pensats per a fer front a les inclemències del temps, a les patacades dels animals o a l'excés de pes. L'obra pròpia de rajoleria es caracteritza per les seves formes quadrades i rectangulars, de gruixos variables i sense cap mena de decoració; quan n'hi ha, cas del cairó d'era o les rajoles anomenades “de vano”, és per complir una tasca estrictament funcional.[12]
- Galetera: Limitada inicialment a les indústries de paviments, la mecanització no es generalitzarà a la resta de la manufactura ceràmica bisbalenca fins a la segona dècada del segle xx. Fins aleshores, les innovacions no vindran per la incorporació de tecnologia, sinó per l'optimització i millora de certes fases del procés artesanal i per l'especialització en el treball. No serà fins a l'any 1914 quan, amb la introducció de la màquina galetera, s'afermarà la industrialització a la ceràmica bisbalenca. La necessitat de disposar de grans estocs de terra per assegurar l'augment del proveïment d'argila comportarà l'aparició de la coladora; la seva introducció, juntament amb altres màquines complementàries (laminadores, talladores) facilitarà el poder fabricar a escala industrial tant la rajola mat per a paviment com la rajola vidrada de revestiment. L'expansió de la producció suposarà una major especialització productiva i l'aparició de les primeres indústries auxiliars.[13]
- Tren carregat de rajoles: La gradual industrialització de l'ofici comportarà la necessitat de disposar de grans estocs de terra per assegurar-ne el proveïment. L'aparició de la coladora permetrà accelerar aquesta fase del procés. La seva introducció, juntament amb la galetera i altres màquines complementàries (laminadores, talladores manuals), facilitarà el poder fabricar a escala industrial tant la rajola mat per a pavimentar com la rajola vidrada de revestiment. L'expansió de la producció suposarà una major especialització productiva i l'aparició de les primeres indústries auxiliars, a la vegada que l'existència del ferrocarril facilitarà el transport de mercaderies.[14]
- Càntir modernista: Al llarg de la primeria del segle XX la manufactura terrissera tradicional de la Bisbal entra de manera gradual en crisi, molt condicionada pel canvi estructural que suposarà la progressiva transformació d'una societat rural a una altra cada cop més urbana. Aquesta situació però, lluny d'ensorrar el negoci, estimularà l'aparició d'altres manufactures alternatives, com ara la ceràmica decorativa i el desenvolupament extraordinari que experimentarà la ceràmica arquitectònica. Arxivat 2016-10-01 a Wayback Machine.
- Fornada de ceràmica: A partir de 1940 la davallada de la producció de terrissa tradicional s'agreuja definitivament, degut principalment a l'abandó gradual de les activitats pageses tradicionals cap a un model de societat molt més urbana i industrial, així com l'aparició de nous materials substitutius. Una situació que hauria estat terminal si a partir dels anys cinquanta no s'hagués produït el fenomen del turisme. Aquest va permetre a alguns obradors bisbalencs reorientar la seva producció i transformar els antics atuells de terrissa en objectes bàsicament decoratius, adaptant els seus dissenys i colors als gustos dels nous consumidors.[15]

## Espais d'exposicions temporals

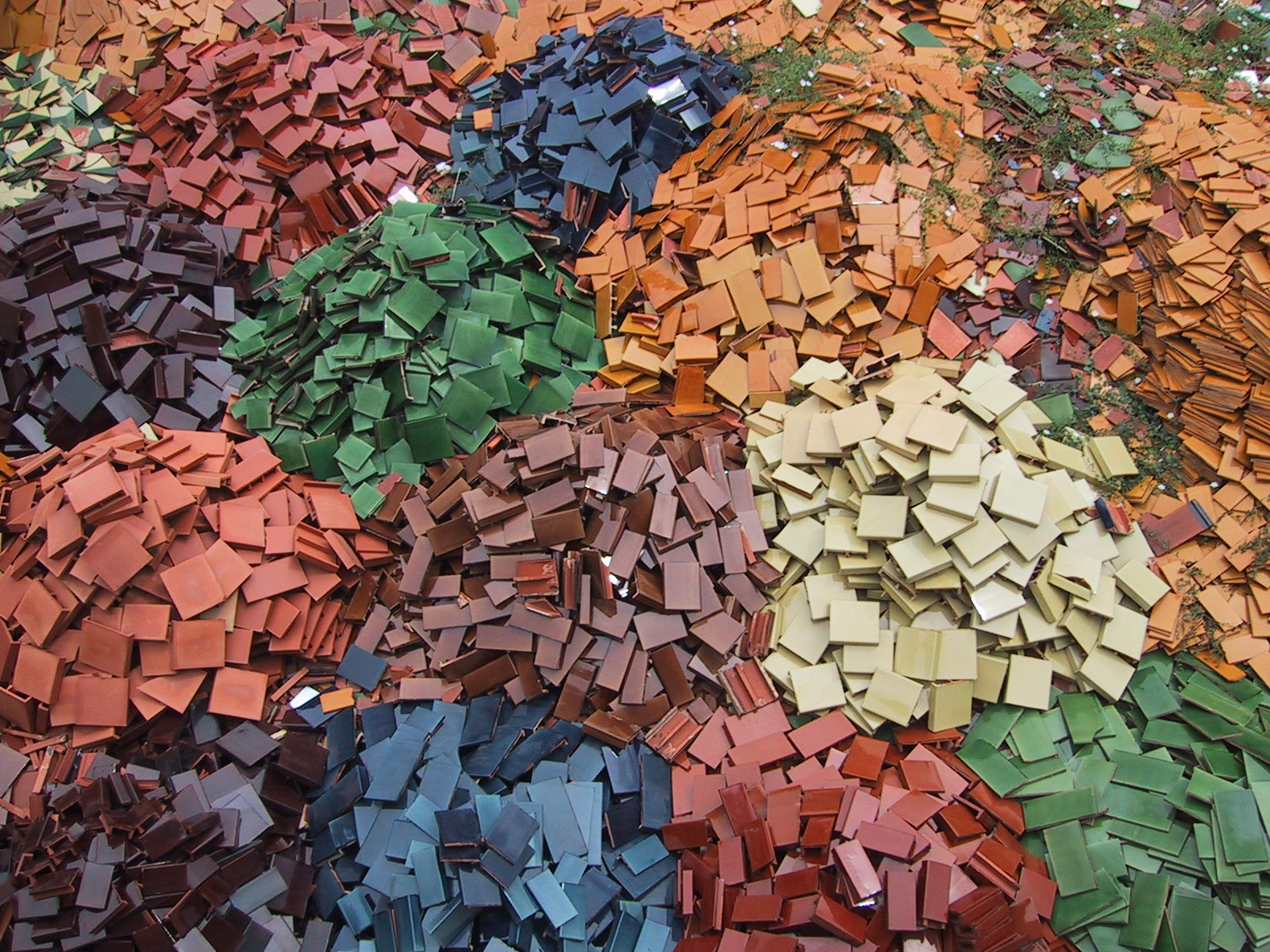
Instal·lació artística a l'exterior del Terracotta Museu

- Sala d'exposicions temporals Amb una superfície de gairebé 180 m2, és tracta de la principal sala expositiva del Terracotta Museu i, conseqüentment, l'aparador més important de l'activitat desenvolupada pel Museu. Amb una periodicitat d'exposicions quatrimestral, presenta uns continguts molt vinculats a mostrar l'obra de destacats ceramistes, els quals ja tinguin una trajectòria reconeguda. Alguns dels ceramistes que han exposat en aquest espai són: Jordi Aguadé, Javier Garcés, Vilà-Clara Ceramistes, Madola, Claudi Casanovas, Maria Bofill, i Jordi Marcet i Rosa Vila Abadal, entre d'altres.
- Espai "La Peixera" "La Peixera" és un espai expositiu destinat a la reflexió, investigació i difusió de la ceràmica.L'espai està pensat per a poder acollir una programació dinàmica d'exposicions temporals que sota el comissariat de l'Associació de Ceramistes de la Bisbal i la producció del Terracotta Museu, mostri i impulsi la ceràmica de creació contemporània. Alguns dels ceramistes que han exposat en aquest espai són: Patricia Varea, Didi Heras, Carlets, Laura Niubó, Natàlia Gual, Ana Felipe Royo i Maria Bosch, entre d'altres
- Espai "Actualitat" Espai dedicat de manera monogràfica a l'actualitat de la ceràmica artística i decorativa bisbalenca. Mostra el treball del conjunt d'artistes ceramistes que actualment estan donant relleu a la nova ceràmica bisbalenca. Coproduïda amb l'Associació de Ceramistes de la Bisbal, hi mostren la seva obra al voltant d'una trentena d'artistes. Es renova cada any en la seva totalitat i permet la comunicació i la implicació del sector amb el projecte del museu.
- Espai "El Forn" L'eix central de circulació interior del museu el formen els quatre forns de flama invertida. Tots quatre s'han valorizat patrimonialment i s'han incorporat a l'exposició permanent com a peces bàsiques per a poder explicar el procés de la cocció ceràmica. Un d'ells s'ha transformat en un espai d'exposicions temporals amb una periodicitat semestral, l'espai reduït està pensat per a exposar peces ceràmiques molt escollides procedents de col·leccions tant privades com públiques.

## L'antiga fàbrica
L'espai físic on s'ubica l'actual seu del Terracotta Museu, des de fa molts anys, un lloc dedicat a la fabricació de ceràmica. A principis de segle ja hi trobem instal·lada una terrisseria, denominada l'Àmfora, especialitzada en elaborar ceràmica per a ús domèstic.
L'any 1922, Salvador Fuster adquireix un solar de 5.467 m2 situat en el carrer indústria núm. 8 per a construir-hi una fàbrica dedicada a l'elaboració de ceràmica de revestiment. Ben aviat, l'èxit de la nova indústria esperonarà a ampliar-ne l'espai; l'any 1926, Fuster compra un solar contigu per a magatzem i embalatge, en el qual ja existia una edificació utilitzada anteriorment per “Nicolau i CIA”, també dedicada a la fabricació de ceràmica aplicada a la construcció. L'any 1928 es constitueix la Societat Terracotta-Fuster SA (amb l'arquitecte Pelayo Martínez com un dels principals accionistes) per continuar amb la mateixa activitat però ara amb una orientació molt més industrial.
L'evolució arquitectònica de la fàbrica, que abraça des de l'edificació del nucli primitiu (abans de 1922) fins a la consolidació de la planta actual de l'edifici, passa per successives ampliacions i reestructuracions, fins a arribar a la darrera del 1970. Aquesta indústria, amb alts i baixos, amb moments molt reeixits i amb moments de decaïment, prosseguí amb la producció fins a l'any 1984, quan suspengué definitivament la seva activitat. L'any 1987 fou adquirida per l'Ajuntament de la Bisbal d'Empordà per tal d'instal·lar-hi el Museu.